# テリンチョ
テリンチョ（ポルトガル語: Queijo Terrincho）はポルトガルで生産される、羊乳を原料としたチーズ。テリンチョは原料乳を出す羊の品種名である。動物性レンネットを使用するのが特徴。
1512年に D. Manuel 一世が著した"Foral de Mirandela" にテリンチョとおぼしき言及が見られる。1996年にEUの原産地名称保護制度におけるPDO認定を受けている。
サイズは2種類あり、直径が12 - 20センチメートルの通常版と、"merendeira"（『弁当箱』を意味する）と呼ばれる直径8 - 12センチメートルのタイプがある。重量はそれぞれ0.7 - 1.1キログラムと350 - 550グラム。
ドウロの赤ワインと相性がよいとされる。